# 因多
因多，旧译因道、印道、英多、茵多等，是缅甸掸邦東枝縣劳索镇区下辖的一个镇。此地曾是二战缅甸战区的战场。